# Департамент строительства и развития Гонконга
Департамент строительства и развития Гонконга отчитывается Бюро развития Гонконга. Отделение месторождений и карьеров является частью министерства.